# Asclepias jaliscana
Asclepias jaliscana är en oleanderväxtart som beskrevs av Robinson. Asclepias jaliscana ingår i släktet sidenörter, och familjen oleanderväxter. Inga underarter finns listade i Catalogue of Life.